# Monólithos
Monólithos (en grec moderne : Μονόλιθος) est un village sur l'île de Rhodes, en Grèce dans le Dodécanèse. Il est situé à 10 km au sud-est d'Apolakkiá (en) et 30 km de la presqu’île de Prasonisi. Selon le recensement de 2011, la population de Monólithos compte 181 habitants.
Son nom vient de sa forme de monolithe qui signifie « rocher solitaire », sur lequel s’élèvent les ruines d'une forteresse des Hospitaliers.

## La forteresse
À environ 1,5 km du village du même nom, le château de Monólithos a été construit sur un monolithe de 100 m de haut et à 289 m au-dessus de niveau de la mer. D’origine byzantine, le château fut restauré à partir de 1476 par les Chevaliers de Saint-Jean pour surveiller la partie méridionale de la côte occidentale de l’île. Agrandi de 1480 à 1489 par Pierre d'Aubusson, ce château ne fut jamais pris.
Dans ses murs, deux chapelles, dont l’une est dédiée à Saint Pantaléon (Ágios Panteleímonas), attirent l’attention des visiteurs qui y accèdent par un sentier pédestre depuis le parking qui se trouve sur la route.